# Élections législatives de 1986 dans la Mayenne
Les élections législatives françaises de 1986 ont lieu le 16 mars 1986. Dans le département de la Mayenne, trois députés sont à élire dans le cadre d'un scrutin proportionnel par liste départementale à un seul tour.

## Élus
| Député élu        |  | Parti         |
| ----------------- |  | ------------- |
| Henri de Gastines |  | RPR           |
| François d'Aubert |  | UDF (PR)      |
| André Pinçon      |  | Divers gauche |

## Positionnement des partis
Sept listes sont en présence dans le département de la Mayenne.
L'opposition de droite part unie et le RPR Henri de Gastines conduit la « liste d'union de l'opposition pour la France de demain ». François d'Aubert et Roger Lestas, tous deux députés sortants UDF, y figurent en deuxième et troisième position.
La majorité socialiste sortante est quant à elle profondément divisée, les militants locaux refusant le parachutage du député sortant de la 31e circonscription de Paris Jean-Paul Planchou. Ce dernier dirige la liste « Pour une majorité de progrès avec le président de la République » tandis qu'André Pinçon, maire de Laval, présente une liste dissidente intitulée « Socialisme et démocratie pour la Mayenne ». Jacques Poirier mène pour sa part la liste présentée par le Parti communiste.
Enfin, Jean Pons-Hermant conduit la liste du Front national dite de « Rassemblement national », l'extrême gauche est représentée par le Mouvement pour un parti des travailleurs (Serge Faguet), et « Initiative 86 - Entreprendre et réussir la France de l'an 2000 », liste sans étiquette mais classée divers droite, est emmenée par Y. Le Bonniec.

## Résultats

### Résultats à l'échelle du département
| Liste Parti politique | Liste Parti politique                                                                                       | Tête de liste          | Tour unique | Tour unique | Sièges |
| Liste Parti politique | Liste Parti politique                                                                                       | Tête de liste          | Voix        | %           | Sièges |
| --------------------- | --- | ---------------------- | ----------- | ----------- | ------ |
|                       | Liste d'union de l'opposition pour la France de demain Rassemblement pour la République (UDF)               | Henri Macé de Gastines | 88 836      | 59,78       | 2      |
|                       | Socialisme et démocratie pour la Mayenne Divers gauche (diss. Parti socialiste)                             | André Pinçon           | 32 907      | 22,14       | 1      |
|                       | Pour une majorité de progrès avec le président de la République Parti socialiste                            | Jean-Paul Planchou     | 15 168      | 10,21       | 0      |
|                       | Rassemblement national Front national                                                                       | Jean Pons-Hermant      | 5 351       | 3,60        | 0      |
|                       | Liste présentée par le Parti communiste français Parti communiste français                                  | Jacques Poirier        | 3 788       | 2,55        | 0      |
|                       | Liste du Mouvement pour un parti des travailleurs Extrême gauche (Mouvement pour un parti des travailleurs) | Serge Faguet           | 1 554       | 1,04        | 0      |
|                       | Initiative 86 - Entreprendre et réussir la France de l'an 2000 Divers droite                                | Yves Le Bonniec        | 990         | 0,66        | 0      |
|                       | |                        |             |             |        |
| Inscrits              | Inscrits | Inscrits               | 193 489     | 100,00      | 3      |
| Abstentions           | Abstentions                                                                                                 | Abstentions            | 33 984      | 17,56       |        |
| Votants               | Votants | Votants                | 159 505     | 82,43       |        |
| Blancs et nuls        | Blancs et nuls                                                                                              | Blancs et nuls         | 10 911      | 6,84        |        |
| Exprimés              | Exprimés | Exprimés               | 148 594     | 93,16       |        |

### Listes complètes en présence
| Liste Étiquette politique (partis et alliances) | Liste Étiquette politique (partis et alliances)                                                                              | Candidats (et remplaçants éventuels)                                                                                                  |
| ----------------------------------------------- | --- | --- |
|                                                 | Liste d'union de l'opposition pour la France de demain Rassemblement pour la République - Union pour la démocratie française | 1. Henri de Gastines (RPR) 2. François d'Aubert (PR) 3. Roger Lestas (AD) ————————————4. Norbert Bouvet (RPR) 5. Henri Houdouin (RPR) |
|                                                 | Socialisme et démocratie pour la Mayenne Divers gauche (Parti socialiste dissident)                                          | 1. André Pinçon 2. Claude Leblanc 3. Denise Lhuissier ————————————4. Rémi Gelot 5. Yves Patoux                                        |
|                                                 | Pour une majorité de progrès avec le président de la République Parti socialiste                                             | 1. Jean-Paul Planchou 2. Georges Minzière 3. Ghislaine Candoré ————————————4. Maurice Jamois 5. Marie-Louise Buron                    |
|                                                 | Rassemblement national Front national                                                                                        | 1. Jean Pons-Hermant 2. Jacques Dansan 3. Gérard de Saint-Chéreau ————————————4. Jean-Marie Mercier 5. Louise Braunschweig            |
|                                                 | Liste présentée par le Parti communiste français Parti communiste français                                                   | 1. Jacques Poirier 2. Jeannine Marsollier 3. Guy Coignard ————————————4. Danielle Cadoret 5. Frédéric Guillou                         |
|                                                 | Liste du Mouvement pour un parti des travailleurs Mouvement pour un parti des travailleurs                                   | 1. Serge Faguet 2. Alain Pesché 3. André Garry ————————————4. Jean Chanrond 5. André Warnet                                           |
|                                                 | Initiative 86 - Entreprendre et réussir la France de l'an 2000 Divers droite                                                 | 1. Y. Le Bonniec 2. Marie-Thérèse Jousseaume 3. Mariannick Codet ————————————4. Yannick Juhel 5. Suzanne Riclet                       |